# Chris Deluzio

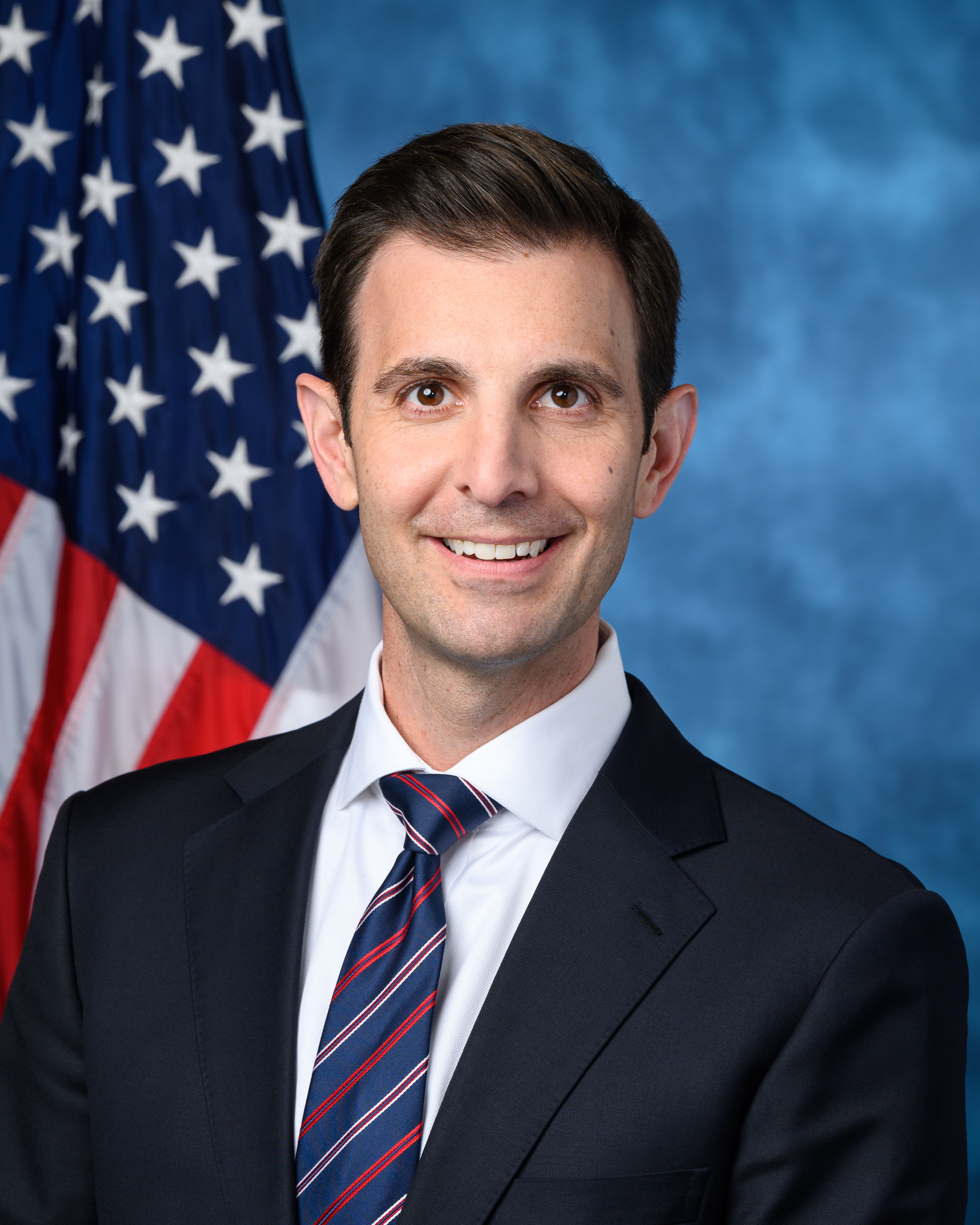
Chris Deluzio (2023)

Christopher „Chris“ Deluzio (* 13. Juli 1984 in Thornburg, Pennsylvania) ist ein US-amerikanischer Politiker der Demokratischen Partei. Seit Januar 2023 vertritt er den 17. Distrikt des Bundesstaats Pennsylvania im US-Repräsentantenhaus.

## Leben
Deluzio besuchte bis 2002 die Bishop Canevin High School und erhielt 2006 einen Bachelor of Science von der United States Naval Academy, worauf er bis 2012 für die United States Navy u. a. im Irak (Besetzung des Irak 2003–2011) diente, und 2013 einen Juris Doctor magna cum laude von der Georgetown University. Nach seinem Studium praktizierte er als law clerk vor dem United States District Court for the Southern District of New York. Später arbeitete er für das Brennan Center for Justice der New York University und das Institute for Cyber Law, Policy, and Security der University of Pittsburgh.
Deluzio ist mit Zoë Deluzio verheiratet und hat drei Kinder.

## Politische Laufbahn
2022 kandidierte er für den Posten des Vertreters des 17. Distrikt Pennsylvanias im Repräsentantenhaus, der bisher vom Demokraten Conor Lamb vertreten wurde. Dieser trat stattdessen in der Senatswahl in Pennsylvania an, verlor jedoch schon in der demokratischen Vorwahl gegen den damaligen Vizegouverneur Pennsylvanias, John Fetterman, der später die Hauptwahl gegen den Republikaner Mehmet Oz gewann und so die demokratische Mehrheit im Senat sicherte. Deluzio gewann die demokratische Vorwahl mit 63,3 % der Stimmen, worauf er sich mit 53,2 % der Stimmen gegen den republikanischen Gegenkandidaten Jeremy Shaffer durchsetzte. Er wurde am 7. Januar 2023 als Mitglied des Repräsentantenhauses des 118. Kongresses vereidigt.
Bei den Vorwahlen 2024 hatte Deluzio keinen parteiinternen Gegenkandidaten. Der 17. Wahlbezirk galt Bei der Wahl zum 119. Kongress als einer der am ehesten zur anderen Partei schwingen könnte und die Republikaner hatten dort Rob Mercuri aufgestellt. Deluzio besiegte Mercuri im November 2024 mit 53,9 % zu 46,1 %. Seine aktuelle zweite Legislaturperiode im Repräsentantenhaus des 119. Kongresses dauert noch bis zum 3. Januar 2027.